# Riegerův model vývoje skupiny
Riegerův model vývoje skupiny je model skupinového vývoje, jehož autorem je Zdeněk Rieger, český psychoterapeut, který se zabývá výzkumem skupinové dynamiky. Model vychází z jeho dlouholeté praxe ve skupinové a rodinné psychoterapii.
Celý model je popsán v jeho knize Loď skupiny: inspirace pro současné i budoucí lodivody ve skupinové terapii. I když se jedná o model vytvořený na základě výzkumu psychoterapeutické skupiny, je přesto aplikovatelný na jakýkoliv typ skupiny, můžeme s jeho pomocí analyzovat i vývoj skupin na zážitkových kurzech, vývoj školních tříd i pracovních kolektivů. Procesy skupinové dynamiky se ve všech skupinách odehrávají podobně.
Riegerův model je jeden z mnoha různých modelů skupinové dynamiky, které můžeme najít. V porovnání s modelem B. Tuckmana (nejznámější z modelů) je podrobnější. Zaobírá se detailně jednotlivými vývojovými fázemi psychoterapeutické skupiny. Tuckmanův model se zaobírá pěti fázemi vývoje skupiny, Rieger jich proti tomu popisuje sedm. Oba dva modely se však shodují na lineárním vývoji skupiny, tedy že vývoj postupuje stále kupředu, není možné, aby skupina nějakou fázi přeskočila, nebo se ve svém vývoji vracela.

## Fáze
Model se skládá ze sedmi vývojových fází: rozhodování, orientace, sdružování, podléhání, konfrontace, objevování a uvolnění.
1. Rozhodování − První fázi provází nejistota jednotlivých členů, vstupují do neznámého prostředí, které se teprve formuje jejich vlastním vlivem. Komunikace zpočátku probíhá na formálnější úrovni, členové si pečlivě střeží hranice své intimity. V prvních interakcích už vystupují na povrch podobnosti i rozdíly. V tuto chvíli skupina vnímá vztahy jako nejpalčivější problém, je to území, které je potřeba zmapovat. V tuto chvíli jsou centrem skupiny lektoři, na které se všichni obrací s žádostmi o radu, o vedení, protože jsou v počátcích skupiny jedinými viditelnými vůdci.
2. Orientace − Ve fázi druhé už jsou vztahy jasné, skupina si tak začíná vytvářet pravidla a hranice svého fungování. každý se rozhodl přijmout roli člena skupiny, i když ještě není přesně definováno, jaká to bude. Kontakty jsou navazovány aktivně, komunikace přechází do konverzačního stylu. Skupina sdílí své postoje a názory, vzniká pocit sounáležitosti.
3. Sdružování − Typické pro třetí fázi je vytváření důvěrných vztahů, skupina se začíná strukturalizovat, hierarchizovat. Probíhá aktivizace „Já“ v „My“ a členové se sdružují do menších celků, z nichž je nejdůležitější jádro skupiny a fúze. V této fázi se vytváří i tzv. „duch skupiny“, lze ho popsat jako skupinové nevědomí.
4. Podléhání − Ve čtvrté fázi vrcholí proces hierarchizace, struktura skupiny se upevnila, je cítit pocit absolutního bezpečí. Objevuje se tak silný pocit sounáležitosti, že se „Já“ definitivně mění na „My“ a objevuje se určitá závislost členů na skupině. Mohou zde vznikat i nebezpečně blízké vztahy mezi jednotlivými členy, protože každý hledá své vlastní hranice, ale vzhledem k tomu, že již přešel od „Já“ k „My“, dokáže si je vymezit pouze díky hranicím ostatních.
5. Konfrontace − Pátá etapa bývá označována jako „krize skupiny“. V předchozí fázi se hranice členů velmi přiblížili k sobě, v některých případech i prolnuly, nyní skupina zažívá pocit stísněnosti, cítí úzkost a pokouší se ze skupiny dostat na „čistý vzduch“. Jsou tři možnosti, jak lze tuto krizi zpracovat: 1) trpělivě vyčkat, až změnu provedou silní členové skupiny, 2) utéci ze skupiny (doslova) a 3) postavit se situaci čelem a řešit jí. Členové si vymezují své hranice, posilují vztah sebe k sobě.
6. Objevování − V šesté fázi jednotlivec objevuje svoji pozici ve strukturovaném a přehledném „My“. Prostředí skupiny je konfrontováno, porovnáváno a prolínáno s vnějším světem. Členové mohou bez obav využívat svých schopností, prezentovat své zkušenosti. Vztahy jsou již nastavené jasně a je zde už opravdu bezpečné prostředí, skupinou se prolíná silná koheze.
7. Uvolnění − Sedmá fáze už je jen rekapitulací skupiny, co komu dala, co komu vzala. Skupina dosáhla svého cíle a načase její existenci ukončit. U některých členů se může projevovat strach z odloučení, separační úzkost, která však není destruktivní, spíše naopak, posiluje pocit, že skupina měla smysl a své členy obohatila.

Tento model lineárního vývoje skupiny je možné kombinovat s nelineárním Třífaktorovým modelem Cassidové, který pokrývá způsoby skupinového řešení problémů.